# Ompundja (ville)
 (décembre 2020).
Ompundja, parfois également orthographié Ombundja (mot oshivambo pour désigner le raphicère champêtre), est une localité namibienne, siège administratif de la circonscription du même nom dans la région d’Oshana. Elle est située à une quatorzaine de kilomètres au sud d’Oshakati, la capitale d’Oshana.

## Géographie

### Climat
Le climat à Ompundja est d'une chaleur vive et intense, il est très rare de voir de la pluie sauf décembre et en août.
| Mois                              | jan. | fév. | mars | avril | mai  | juin | jui. | août | sep. | oct. | nov. | déc. | année |
| --------------------------------- | ---- | ---- | ---- | ----- | ---- | ---- | ---- | ---- | ---- | ---- | ---- | ---- | ----- |
| Température minimale moyenne (°C) | 19   | 18,7 | 18,3 | 16,6  | 11,9 | 7,4  | 6,5  | 8,6  | 13,2 | 16,6 | 18   | 18,6 | 14,4  |
| Température moyenne (°C)          | 25,4 | 24,9 | 24,3 | 23,7  | 20,3 | 16,8 | 16,6 | 18,9 | 23   | 25,4 | 25,8 | 25,6 | 22,5  |
| Température maximale moyenne (°C) | 31,9 | 31,1 | 30,4 | 30,9  | 28,8 | 26,2 | 26,7 | 29,3 | 32,9 | 34,3 | 33,6 | 32,6 | 30,7  |
| Précipitations (mm)               | 104  | 114  | 96   | 33    | 3    | 0    | 0    | 0    | 1    | 11   | 46   | 54   | 462   |

## Culture et patrimoine

### Personnalité née à Ompundja
- Monica Nashandi (en) (né en 1959), ambassadrice, femme politique et femme d'affaires namibienne